# Fritz Weninger
Fritz Weninger (* 10. Mai 1892 in Rohrbach am Steinfelde, Niederösterreich; † 25. September 1981 in Wien) war ein Maler, Restaurator und Kustos des Heimatmuseums in Neunkirchen.

## Leben

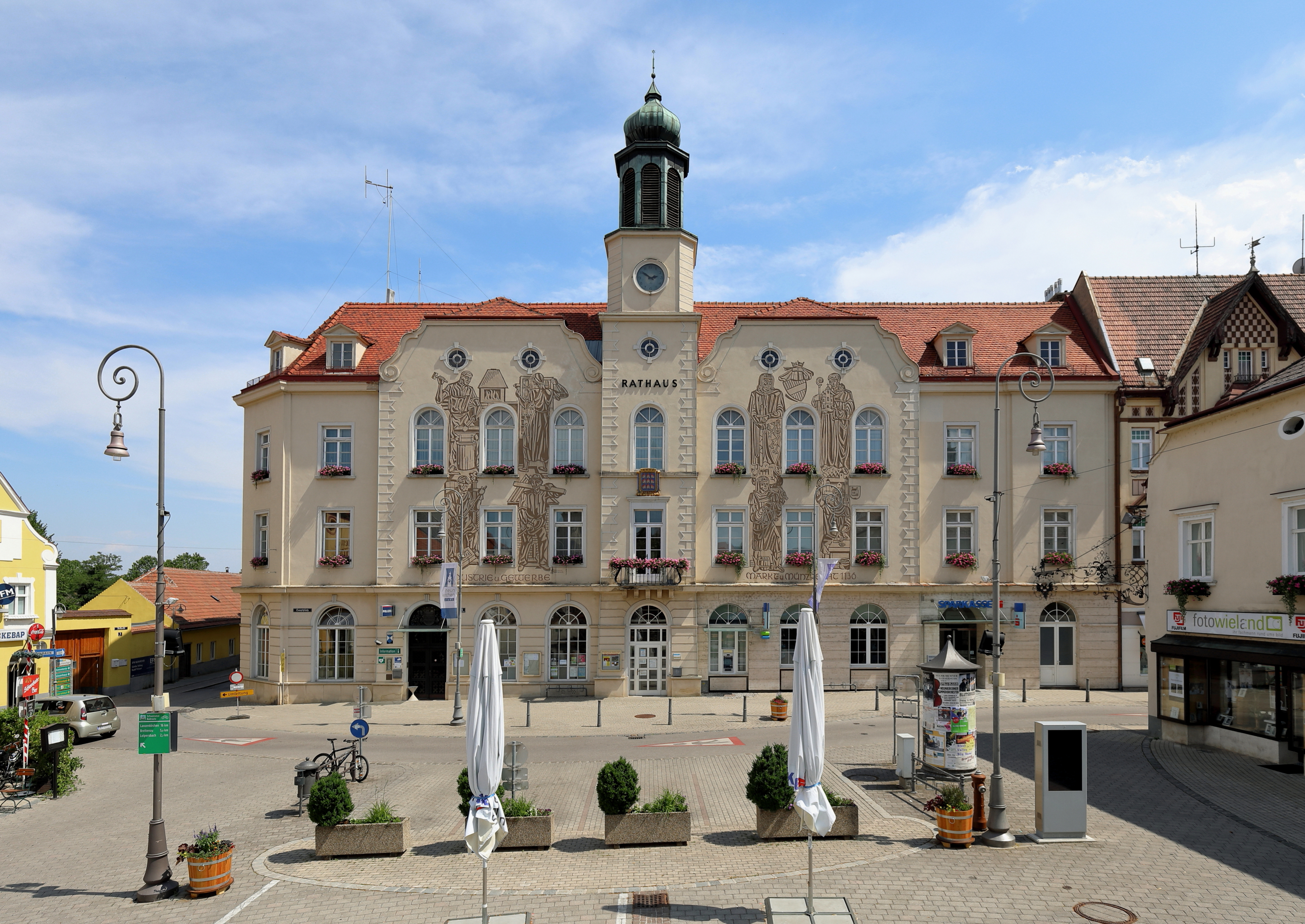
Sgraffito am Rathaus von Neunkirchen; gemeinsam mit Karl Steiner (1948/1950)

Fritz Weninger machte an der Lehrerbildungsanstalt Wiener Neustadt eine Ausbildung zum Volksschullehrer. Von 1910 bis 1914 studierte er an der Kunstgewerbeschule in Wien bei Bertold Löffler Malerei. Bereits 1913 beteiligte er sich an der Internationalen Schwarzweiß-Ausstellung in Wien. Zu Beginn des Ersten Weltkrieges wurde er in die Armee eingezogen und 1915 in Galizien verwundet. 1916/17 hatte er Gelegenheit, seine Studien bei Koloman Moser fortzusetzen. Danach diente er bis 1918 im K.u.k. Infanterieregiment Nr. 1 als Regimentsmaler. 
Nach dem Krieg setzte er seine Studien in Wien, an der Akademie der bildenden Künste bei Hans Tichy und Bacher und an der Graphischen Lehr- und Versuchsanstalt bei Coßmann, fort. Weninger war bis 1930 Mitglied im Wiener Künstlerhaus, wo er sich auch immer wieder mit graphischen Arbeiten an Ausstellungen beteiligte. Seit den 1920er Jahren war er als Restaurator tätig und ab 1937 Konservator für das Fundwesen im Bezirk Neunkirchen. Neben seiner künstlerischen und restauratorischen Arbeiten begann er graphische Werke und Volkskunst zu sammeln und war zwischen 1926 und 1952 als ehrenamtlicher Kustos für das Neunkirchner Heimatmuseum tätig.
Er war der Vater des Kunsthistorikers und Restaurators Peter Weninger.

## Auszeichnungen
- 1956 Berufstitel Professor
- 1966 Goldenes Ehrenzeichen für Verdienste um das Bundesland Niederösterreich